# Urwid
Urwid est le nom d'une bibliothèque réservée au langage Python permettant de créer des programmes utilisant la console des systèmes Linux/Unix.
La licence de cette bibliothèque est la GNU Lesser General Public License.

## Caractéristiques
- fluidité de l'interface, même lors d'un changement de taille de la fenêtre abritant la console
- affichage 'Web' disponible (en utilisant Apache et un CGI)
- compatibilité avec plusieurs encodages : UTF-8, encodage sur 8 bits, CJK
- captures d'écran au format HTML faciles
- boutons, check boxes et boutons radios

- Simple markup for setting text attributes
- Powerful list box that handles scrolling between different widget types
- List box contents may be managed with a user-defined class
- Flexible edit box for editing many different types of text
- Buttons, check boxes and radio boxes
- Customizable layout for all widgets

- Multiple text alignment and wrapping modes built-in
- Ability create user-defined text layout classes

## Problèmes connus
- pour afficher des caractères exotiques, python doit être lié à la bibliothèque ncursesw

## Logiciels utilisant Urwid
- Hachoir binary stream viewer/editor
- Pymissile USB missile launch controller
- Speedometer bandwidth monitor
- stsci_python astronomical data analysis modules
- Thousand Parsec game development framework

## Liens
- http://sourceforge.net/projects/ipvsman/ Realtime GUI for the linux ipvs loadbalancer
- http://packages.debian.org/stable/utils/reportbug Debian's "reportbug" tool